# Trilport
Trilport település Franciaországban, Seine-et-Marne megyében. Lakosainak száma 5107 fő (2022. január 1.). Trilport Armentières-en-Brie, Fublaines, Germigny-l’Évêque, Meaux, Montceaux-lès-Meaux, Poincy és Villemareuil községekkel határos.

## Népesség
A település népessége az elmúlt években az alábbi módon változott:
| Lakosok száma | 4930 | 4976 | 5077 | 5033 | 5061 | 5045 | 5020 | 5081 | 5107 |
|               | 2013 | 2015 | 2016 | 2017 | 2018 | 2019 | 2020 | 2021 | 2022 |